# Echinuscodendrium echinus
Echinuscodendrium echinus är en plattmaskart. Echinuscodendrium echinus ingår i släktet Echinuscodendrium och familjen Lecithodendriidae. Inga underarter finns listade i Catalogue of Life.